# 橋梁談合事件
橋梁談合事件（きょうりょうだんごうじけん）とは、2005年に発覚した鋼鉄製橋梁の建設工事（公共工事）の受注に絡んで、橋梁メーカーが談合を行っていたとされる、私的独占の禁止及び公正取引の確保に関する法律（独占禁止法）違反容疑の事件である。
なお、2006年に宮崎県発注の橋梁工事で宮崎県官製談合事件が発覚しているが、本項とは別件である。

## 概要
2003年、2004年の国発注の鋼鉄製橋梁工事においてK会、A会という2つの談合組織に属する47社は入札談合（受注調整）を行い、実績などを元に受注業者、入札価格をあらかじめ決め、受注予定者が受注できるようにし、競争を実質的に制限した独占禁止法違反の容疑で、談合組織の幹事会社の関係者が逮捕された。
これらの談合を行っていた背景として、鋼鉄製橋梁の市場規模の縮小傾向があったとされている。摘発当時で年間約3500億円、受注高は約48万トンの市場規模があったが、近年では公共工事が減少し、橋梁の分野においてもPC（プレストレストコンクリート）橋の市場拡大により、企業の経営環境が厳しくなり、談合での高値受注により、企業の共存共栄を図った。
なお談合組織に属する47社は、国土交通省地方整備局が、2000年度から2004年度に発注した工事の約8割（工事金額では約9割）を受注、橋梁メーカーの大多数が談合に荷担し、アウトサイダーと呼称する企業に対しては、安値落札の排除を行っていた。
刑事裁判では、日本道路公団の副総裁や理事を始めとして、12人に有罪判決が確定し、法人23社に対して罰金合計額は、約64億にのぼった。

### 談合組織
談合組織は、元総会屋により恐喝を受けるなどしたため、1991年に一旦解散の後、再結成したと言われている。なお社名は摘発当時のものであり、現存する会社でも分社化により、橋梁事業を行っていない会社も存在する。
- K会（旧・紅葉会（こうようかい））：17社が加盟。先発メーカー。
  - 横河ブリッジ・石川島播磨重工業・三菱重工業・新日本製鐵・日立造船・川崎重工業・JFEエンジニアリング・宮地鐵工所・東京鐵骨橋梁・三井造船・サクラダ・住友重機械工業・瀧上工業・日本橋梁・松尾橋梁など
- A会（旧・東会（あずまかい））：30社が加盟。後発メーカー。
  - 川田工業・栗本鐵工所・住友金属工業・高田機工・日本鉄塔工業・駒井鉄工・トピー工業・ハルテック・川鉄橋梁鉄構・片山ストラテック・日本車輌製造・佐藤鉄工など

## 経緯
- 2004年10月5日：公正取引委員会は、メーカー各社に立入り検査。
- 2005年5月23日：公正取引委員会は談合組織の幹事会社8社を、独占禁止法違反で検察庁に刑事告発。東京高等検察庁（東京高検）が捜査を開始[3]。
- 2005年5月26日：東京高検は幹事会社など11社の担当者14人を独占禁止法違反（不当な取引制限）の容疑で逮捕[4]。
- 2005年6月15日：公正取引委員会は18社と担当者8人を追加告発し、東京高検は26社を起訴[5]。
- 2005年6月29日：公正取引委員会は、日本道路公団の橋梁建設における独占禁止法違反容疑で、メーカー3社を検察庁に刑事告発[6]。
- 2005年7月12日：東京高検は元公団理事とメーカ担当者4人を逮捕[7]。
- 2005年7月25日：東京地方検察庁特別捜査部（東京地検特捜部）は、日本道路公団副総裁を独占禁止法違反幇助と背任の容疑で逮捕[8]。
- 2007年1月15日：国土交通省は建設業法に基づき、23社に対し45日間の業務停止命令を出した。
  - 処分を受けたのは以下23社
    - 横河ブリッジ
    - 石川島播磨重工業
    - 住友重機械工業
    - JFEエンジニアリング
    - 東京鐵骨橋梁
    - 三井造船
    - サクラダ
    - 瀧上工業
    - JST
    - トピー工業
    - 川鉄橋梁鉄構
    - 高田機工
    - 栗本鉄工所
    - 松尾橋梁
    - 駒井鉄工
    - 片山ストラテック
    - ハルテック
    - 日本橋梁
    - 日本車輌製造
    - 川崎重工業
    - 日立造船
    - 佐藤鉄工
    - 川田工業